# يوزيف سابو
يوزيف سابو (بالمجرية: Szabó József)‏ (31 يناير 1956 بدوروغ في المجر - ) هو مدرب كرة قدم ولاعب كرة قدم مجري في مركزي الهجوم ومهاجم ‏. لعب مع نادي مول فيدي ونادي إيراكليس ونادي دوروجي ‏ وأبولون بونتو ‏.

## وصلات خارجية
- يوزيف سابو على موقع قاعدة بيانات كرة القدم.إي يو (الإنجليزية)
- يوزيف سابو على موقع عالم كرة القدم.نت (الإنجليزية)